# اشمه‌پینار (چیلدیر)
اشمه‌پینار (به ترکی استانبولی: Eşmepınar) یک منطقهٔ مسکونی در ترکیه است که در چیلدیر واقع شده‌است.